# Народний фронт Естонії
Народний фронт Естонії (ест. Eestimaa Rahvarinne) (офіційна назва: Народний фронт на підтримку перебудови) (НФЕ) — політичний рух, народжений громадянською ініціативою, та наймасовіший рух Естонії.

## Історія
13 квітня 1988 року у вечірній передачі Естонського телебачення «Подумаємо ще» (ест. «Mõtleme veel») під час бесіди про шляхи використання ініціативи громадян Едгар Савісаар озвучив думку про створення демократичного руху на підтримку перебудови — Народного фронту. Тієї ж ночі було створено ініціативну групу та складено декларацію Народного Фронту. Одним із найактивніших членів ініціативної групи був академік Віктор Пальм, який став одним із його лідерів у Тарту. 1-2 жовтня того ж року в Талліннській міській концертній залі відбувся установчий з'їзд.
23 серпня 1989 року народні фронти прибалтійських республік організували живий ланцюг через всі три республіки, відомий під назвою Балтійський шлях (ест. Balti kett).
18 березня 1990 року відбулись вибори до Верховної Ради Естонської РСР, на яких НФ здобув 24 % голосів. Зі 105 чоловік, які проходили кандидатами за списком НФЕ, депутатські мандати отримали 45. Савісаар сформував уряд, що складався здебільшого з членів Народного фронту. 12 жовтня 1991 року на базі НФЕ була створена Народно-центристська партія, яка згодом отримала назву Центристської партії.
Народний фронт припинив свою діяльність 13 листопада 1993 року

## Сутність і цілі Народного фронту
У програмі та хартії Народного фронту Естонії від 1988 року були зафіксовані такі положення:
- Народний фронт Естонії (НФЕ) — це заснований на ініціативі громадян Естонської РСР всенародний рух на підтримку та впровадження в життя в ЕРСР у всіх галузях держави й суспільства курсу на оновлення. НФЕ діє в ім'я прогресу, гуманізму, миру та роззброєння в інтересах всього народу Естонії, а також на засадах права.
- Головною метою НФЕ є розвиток свідомості народу, політичної культури та громадянської ініціативи, а також створення механізму демократії, щоб сприяти виникненню суспільства, де забезпечені всі права людини.
- Народний фронт пропагує життєву позицію, основою якої є ідея екологічного суспільства. Задля уникнення глобального руйнування середовища проживання потрібен докорінний переворот у мисленні виробників і споживачів.
- Необхідно усіляко сприяти засвоєнню ресурсозберігаючих і безвідходних технологій, а також розвиткові такого, що зберігає довкілля сільського господарства.
- Потрібно привести у відповідність до міжнародної практики вимоги із охорони довкілля. Потрібно створити дієву систему відкритого моніторингу стану довкілля. Економічні проекти має контролювати незалежна екологічна експертиза.
- Необхідно припинити економічну діяльність, що здійснюється із понаднормовим забрудненням довкілля.
- Наш обов'язок — спиратись на тисячолітній досвід лісового, сільськогосподарського та морського народу, досвід, що є базою нашої історичної культури хуторського народу.